# Shaqāʾiq al-utrunj fī raqāʾiq al-ghunj
 (juin 2021).
Shaqā'iq al-utrunj fî al-raqā'iq ghunj (en arabe : شقائق الأترنج في رقائق الغنج) est un manuscrit qui aurait été écrit par l'écrivain islamique Al-Suyuti à la fin du quatorzième siècle. Le livre est l'un des nombreux livres traitant de sexe, écrits par l'auteur, tels que Nawāḍir al-ayk fī maʻrifat al-nayk et Al-Wishāḥ fī fawāʼid al-nikāḥ.
Le livre a été publié pour la première fois en 1988 par l'éditeur syrien Dār al-Ma'rifah.

## Les références
1. ↑  Suyūṭī et Muḥammad Sayyid. Rifāʻī, Shaqāʾiq al-utrunj fī raqāʾiq al-ghunj, Dimashq, Dār al-Kitāb al-ʻArabī, coll. « 880-04Adab al-jins ʻinda al-ʻArab », 2001 (lire en ligne)
2. ↑  Al-Suyūṭī, a polymath of the Mamlūk period : proceedings of the themed day of the First Conference of the School of Mamlūk Studies (Ca' Foscari University, Venice, June 23, 2014), Leiden, 2016 (ISBN 9789004334502, OCLC 956351174)
3. ↑  (en) « Shaqāʾiq al-utrunj fī raqāʾiq al-ghunj / Jalāl al-Dīn al-Suyūṭī ; taḥqīq ʻĀdil al-ʻĀmil. - Princeton University Library Catalog », catalog.princeton.edu (consulté le 21 juillet 2018)